# No es pot guanyar sempre
No es pot guanyar sempre (títol original en anglès: You Can't Win 'Em All) és una pel·lícula britànica de Peter Collinson estrenada el 1970. Ha estat doblada al català.

## Argument
Les aventures d'un veterà britànic (Charles Bronson) de la Gran Guerra i d'un armador americà (Tony Curtis) a Turquia, durant la Guerra d'independència turca.

## Repartiment
- Tony Curtis: Adam Dyer
- Charles Bronson: Josh Corey
- Michèle Mercier: Ayla
- Grégoire Aslan: Osman Bey
- Fikret Hakan: Coronel Ahmet Elçi
- Salih Güney: Capità Enver
- Patrick Magee: Mustapha Kayan
- Tony Bonner: Reese
- John Acheson: Davis
- Horst Janson: Wollen
- Leo Gordon: Bolek
- Paul Stassino: Major